# Geiselbach (Kahl)
Der Geiselbach ist ein gut fünf Kilometer langer rechter Zufluss der Kahl im Landkreis Aschaffenburg und im Main-Kinzig-Kreis im Spessart. Die Quelle befindet sich oberhalb des gleichnamigen bayerischen Ortes Geiselbach auf etwa 300 m ü. NHN.

## Name
Seinen Namen hat der Geiselbach vom Althochdeutschen Wort „Geisila“, was Rute bedeutet. Daraus ergibt sich die Erklärung: Bach wo man Ruten schneidet. Im Jahre 1496 kam er in der weiblichen Form die Geiselbach vor. Der Bach gab dem Ort Geiselbach seinen Namen.

## Geographie

### Verlauf
Der Geiselbach entsteht im gleichnamigen Dorf, durch den Zusammenfluss mehrerer kleiner Quellbäche, die oberhalb des Ortes Geiselbach am Ziegelberg (380 m) entspringen. Nach etwa 3 km erreicht er den an der hessischen Grenze verlaufenden Teufelsgrund, wo der Geiselbach teilweise die Landesgrenze ist. Dort mündet sein größter Zufluss, der Omersbach. Dessen Wasser speiste früher die Teufelsmühle im Teufelsgrund. In besonders trockenen Monaten, in denen der Wasserstand des Omersbaches zu niedrig war, sorgte ein künstlich angelegter Graben dafür, dass das Wasser vom etwa 10 m tiefer fließenden Geiselbach die Mühle betrieb. In einigen Karten ist der Omersbach auch unter dem Namen Falkenbach aufgeführt.

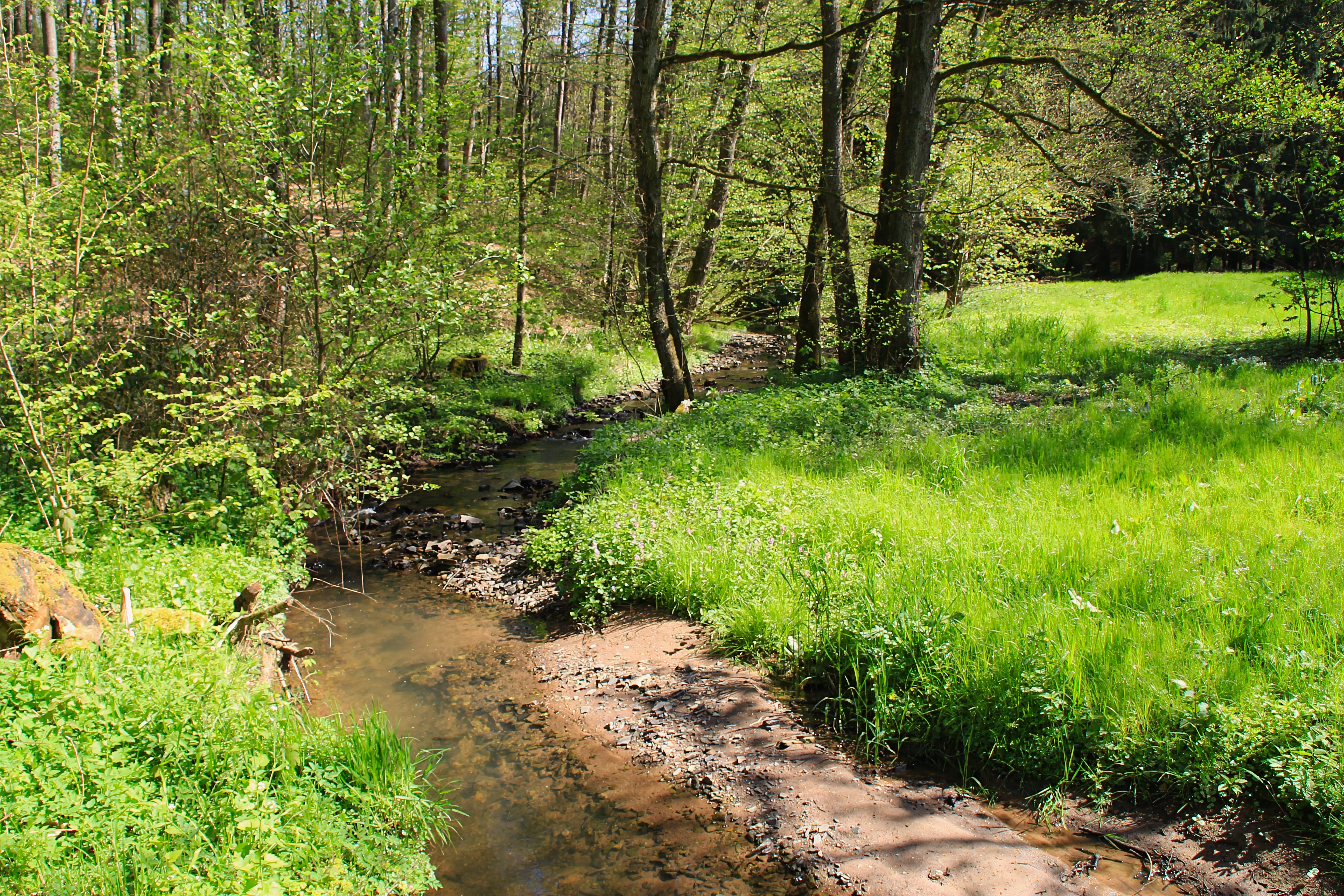
Der Geiselbach im Teufelsgrund vor der Omersbachmündung ist Grenzbach zwischen Hessen (links) und Bayern (rechts)

Heute sind von der Teufelsmühle nur noch die Grundmauern vorhanden. Etwa 20 m von den Ruinen entfernt steht ein Blockhaus, das von den Einheimischen ebenfalls als Teufelsmühle bezeichnet wird. Im weiteren Verlauf dient der Geiselbach als Wasserzuleitung zahlreicher alter Fischweiher. Vom linken Hang fließen ihm vom Kohlberg der am früheren Standort des Rothenberger Hofes entspringenden Rothenbergerborn und der Bach aus dem Hesselborn zu. Rechts erstrecken sich die Hänge der zum Sölzertrücken gehörenden Berge Heidkopf und Schanzenkopf. Bei der sogenannten Hessenkurve und der alten Ruine Hüttelngesäß, die heute zu Freigericht gehört, unterquert er die Staatsstraße 2305. In der Nähe von Niedersteinbach (Bayern) mündet der Geiselbach in die Kahl.
Die Geiselbachmündung lag bis ins Jahr 2011 auf der hessisch-bayerischen Landesgrenze. Durch einen Flächentausch liegt sie nun komplett in Bayern.
Der Geiselbach wird von zahlreichen kleinen und namenlosen Bächen sowie von einigen Moorwiesen mit Wasser versorgt, so dass er neben Sommerkahl, Reichenbach und Westerbach einer der größten Zuflüsse der Kahl ist.

### Zuflüsse
- Omersbach (links)
- Bach aus dem Rothenbergerborn[6] (links)
- Bach aus dem Hesselborn (links)

### Flusssystem Kahl
- Fließgewässer im Flusssystem Kahl